# Абакунчик Олександр Ігорович
Олександр Ігорович Абакунчик (31 травня 1987, м. Мінськ, СРСР) — білоруський хокеїст, нападник. Виступає за «Юність» (Мінськ) у Вищій хокейній лізі.
Виступав за «Юніор» (Мінськ), «Юність» (Мінськ), ХК «Вітебськ».
У складі національної збірної Білорусі провів 2 матчі. У складі молодіжної збірної Білорусі учасник чемпіонатів світу 2006 (дивізіон I) і 2007. У складі юніорської збірної Білорусі учасник чемпіонату світу 2005 (дивізіон I).